# Unió Militar Republicana Antifeixista
La Unió Militar Republicana Antifeixista (UMRA) va ser una associació espanyola clandestina militar d'esquerra sorgida cap al 1934 en època de la II República Espanyola. Va sorgir en resposta a l'activitat de la seva antagònica Unió Militar Espanyola (UME), que va ser creada el 1932 i utilitzada pels generals com a instrument preparatori d'una sublevació militar en contra de la II República Espanyola.

## Història
Els antecedents de la Unió Militar Republicana Antifeixista (UMRA) cal buscar-los en la Unió Militar Antifeixista (UMA), la qual va néixer amb els següents objectius: contrarestar l'activitat de la UME, oferir ajuda als companys presos i unir els militars republicans per tal que el govern tingués un instrument contra la reacció.
A més a més, van pactar publicar un manifest, que va redactar el tinent coronel Carratalà, dirigit "a tots els companys antifeixistes, sense distinció d'idees polítiques", basant-se en el fet que "cada militar, sigui quin sigui el partit al qual pertanyi, ha de treballar en el si d'una organització militar, com a defensor de la República en perill, contra el feixisme amenaçador". D'aquesta manera s'acabarien fusionant la Unió Militar Antifeixista, d'iniciativa comunista, i la Unió Militar Republicana, d'iniciativa socialista, responent a l'impuls unitari que s'havia desenvolupat en tot el país, el qual va donar origen a la Unió Militar Republicana Antifeixista (UMRA).
La UMRA va ser creada durant l'any 1934 i ràpidament va tenir una gran adhesió per part d'alguns sectors militars republicans, en especial dels tinents Urbano Orad de la Torre o Vicenç Guarner Vivancos, els quals es convertirien en els seus principals ajudants. Va néixer amb uns objectius clars, entre els quals figuraven neutralitzar en el si de l'exèrcit la influència de la dreta més reaccionària i conservadora que representava la Unió Militar Espanyola. Díaz-Tendero va tenir una gran activitat en l'organització, es va encarregar de confeccionar un fitxer amb dades personals i qualitats castrenses no només dels militars membres de la UMRA sinó també d'un gran nombre de militars sospitosos o significatius de dretes.
Després de la victòria del Front Popular en les eleccions generals de febrer del 1936, van créixer les conspiracions del sector més conservadors de l'exèrcit, que buscaven enderrocar definitivament la República. Les activitats agressives que duien a terme sectors de l'extrema dreta contra significatius militars republicans, com l'assassinat al 9 de maig del capità Carlos Faraudo (afiliat a la UMRA), va provocar que entre els membres de la UMRA organitzessin escoltes per als integrants més importants, tot i que això no va poder evitar, al cap de dos mesos, l'assassinat d'un altre dels membres, el tinent Castillo. Cap a aquestes dates als dirigents de la UMRA no els paraven d'arribar informes i avisos sobre la conspiració que tramaven nombrosos membres de l'exèrcit.

## Membres del partit
El seu fundador va ser el capità Eleuterio Díaz-Tendero, destacat militar republicà d'esquerres que moriria en 1945 al camp de concentració nazi de Dachau. Entre els seus membres fundadors, i alguns dels integrants més actius i destacats, es trobaven els oficials Luis Barceló Jover, Antonio Cordón García, Urbano Orad de la Torre, Ricardo Burillo Stholle, el capità Carlos Faraudo, Fernando Condés o el tinent de la guàrdia d'assalt José Castillo. A ella van pertànyer també els generals Miguel Núñez de Prado i Juan Hernández Saravia, i altres com el coronel José Asensio Torrado, més com a simpatitzants que com a verdaders membres actius.
Cap a 1935 l'organització havia augmentat el seu volum considerablement, fins i tot, hi va haver una ramificació de la UMRA a Catalunya, de la qual es va encarregar Vicenç Guarner Vivancos de la seva organització, convertint-se al mateix temps en un dels principals membres de la UMRA.
A més a més dels fitxers personals, es van servir de les informacions brindades pels membres de la UMRA, en especial l'enviada pels caporals i soldats que aconseguien infiltrar-se en la UME i transmetre informes sobre conspiracions entre certs sectors de l'Exèrcit.

## Guerra Civil espanyola
El 16 de juliol una comissió de militars encapçalada per Díaz-Tendero va visitar al President del Consell de Ministres, Casares Quiroga, per informar-li de les conspiracions que hi havia en curs. Que anessin a veure'l aquell dia no va ser casualitat, ja que avisaven que els dies vinents es produiria una sublevació militar. Van entregar al president un document on recomanaven que es destituïssin els generals Goded, Franco, Fanjul, Mola, Varela o Aranda, així com molts altres militars (especialment africanistes, com Yagüe). Proposaven una altra sèrie de mesures, sent la més important la proposta de dissolució de l'Exèrcit com a mesura extrema per a controlar un possible cop d'estat en cas que la situació se li anés de les mans al govern. El resultat de l'entrevista va ser en va, ja que Casares Quiroga no va fer absolutament res i quan es va produir la sublevació militar va ser incapaç de reaccionar, el que, en part, donaria lloc a la Guerra Civil. L'única mesura que sí que es va aplicar plenament, la dissolució de l'Exèrcit, es va fer tard i malament, va ser més perjudicial que beneficiosa per a la República.
Un cop iniciada la contesa, els militars membres de la UMRA es van mantenir fidels a la II República Espanyola, i es van incorporar posteriorment al nou Exèrcit Popular, en el que ocuparien importants càrrecs.
A principis del 1939, amb la derrota militar de la II República Espanyola, Díaz-Tendero, va anar cap a França juntament amb una significativa part dels membres de l'associació i també amb el controvertit arxiu de la UMRA. Els fitxers del personal militar, no obstant, van ser destruïts per Díaz-Tendero a Tolouse. Després de la guerra la Unió Militar Republicana Antifeixista no va tornar a tenir cap activitat, perquè part dels seus membres havien mort en la guerra, i altres es trobaven presoners en l'Espanya franquista, o en el millor dels casos, havien aconseguit passar a l'exili.